# روبن كيفان
روبن كيفان (بالإنجليزية: Robin Kevan)‏ هو عالم بيئة بريطاني، ولد في 8 أبريل 1945.